# Brac italian

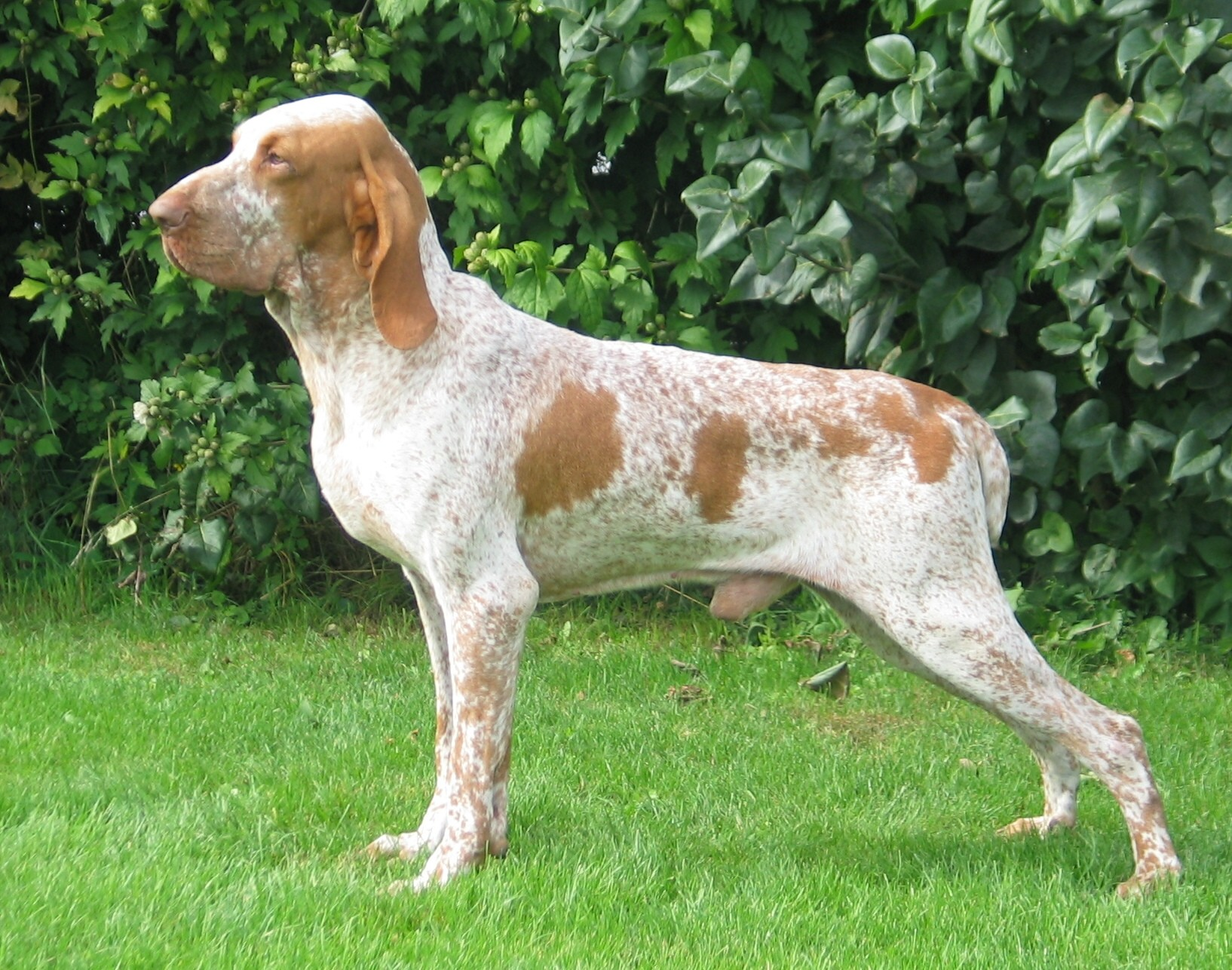

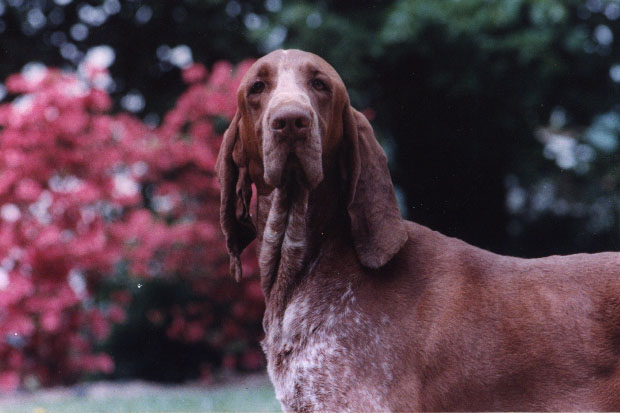

Bracul italian reprezintă una dintre cele mai vechi rase de câini de tipul brac din Europa.
Cele mai vechi referințe la câini de tipul acesta datează din secolele IV-V și se găsesc în câteva dintre operele aparținând lui Pliniu, Xenofon și Dante Alighieri. Grupuri statuare din epoca romană includ silueta familiară a acestui câine de vânătoare, iar Muzeul Luvru din Paris include o operă a celebrului Benvenuto Cellini care imortalizează un câine din această rasă.

## Caracteristici
Originar din Peninsula italică, bracul italian are o înălțime cuprinsă între 55–67 cm, greutatea de 25-40 kg, o speranță de viață de 12-13 ani și face parte din grupa Sporting-Gundog.

### Istoricul rasei
Cel mai probabil rasa Brac Italian a fost obținută prin încrucișarea dintre exemplare de Segugio Italiano (o rasă de câini de urmă și hăituială nativă din Italia) și o varietate asiatică de Mastiff. Italienii își dispută dreptul de a deosebi varietăți ale rasei, evidențiindu-se varietatea Brac Italian de Piemont (combinație de alb cu oranj, prezentând un corp mai suplu) și varietatea Brac Italian de Lombardia (colorit alb cu maro, mai solid construit). În afara Italiei persistă opinia că se poate vorbi, totuși, de o singură rasă Brac Italian. Acești câini s-au bucurat de interesul celebrelor familii italiene Medici & Gonzaga, care au inițiat de timpuriu slecția exemplarelor și inițierea unui standard. A fost mereu o rasă de câini preferată de reprezentanții înaltei aristocrații și folosită la vânatul cu pene.

### Descriere fizică
Un câine puternic, musculos, cu o prezență fizică spectaculară. Capul solid, bine desenat are botul lung si stopul pronuntat. Buza superioară este bogată, atârnând mult peste cea inferioară. Ochii, expresivi, au colțurile căzute, oferindu-i o expresie gravă, plină de noblețe. Urechile sunt mari, asemănătoare cu ale unui Bloodhound. Pielea, bogată pe gât, formează falduri. Corpul este vag pătrățos (în principiu, înălțimea la greabăn este egală cu lungimea corpului). Coada se taie în mod obișnuit. Blana oferă o bună protecție termica, cu firul de păr scurt, gros, lucios și bine lipit de corp. Culorile acceptate sunt combinații de alb și oranj sau alb și maro/cafeniu, în care culoarea albă nu este neapărat dominantă.

### Personalitate
Se atașează de oameni și simte nevoia de a fi în contact apropiat cu aceștia. Se integrează foarte bine in rolul de animal de familie și se comportă bine în prezența copiilor, fiind calmi și răbdători. Va interacționa bine cu alte animale cu condiția să beneficieze de socializare precoce. În caz contrar, instinctele sale puternice de vânător pot crea probleme, mai ales în relația cu pisicile, păsările de curte și alte animale de talie mică.

### Îngrijire și sensibilitate la boli
Au nevoie de periaj efectuat cu frecvență săptămânală în perioada schimbării sezoanelor, acesta putând fi efectuat foarte bine cu ajutorul unei mănuși de cauciuc. În rest, părul mort va fi îndepărtat ocazional. Principalele probleme de sănătate cu care se confruntă sunt: entropionul, displazia de șold, infecții la nivelul urechilor, afecțiuni ale rinichilor și dilatația/torsiunea gastrică.

### Condiții de viață
Se comportă bine în rol de animal de companie, cu condiția să beneficieze de multă mișcare zilnic și de exerciții. Preferă traiul în aer liber, într-o climă moderată, nu este un animal de interior, dar se poate adapta și acestor condiții.

### Dresaj
Necesită exerciții intensive de dresaj, cu precădere dresaj de obediență. Cu cât această activitate va fi mai bine executată, cu atât vor fi niște companioni mai plăcuți. Se pretează foarte bine la dresajul specific pentru vânătoare. Se recomandă un dresaj ferm și fără concesii (dar fără a se apela la durități!), întrucât este încăpățânat și renunță greu la propriile scopuri. Stăpânul acestui câine trebuie să nu abdice de la poziția de lider și să repete deseori comenzi și exerciții pe durata plimbărilor efectuate împreună.

### Utilitate
Se recomandă amatorilor de vânătoare, fiind foarte bine dotat pentru aceastăp activitate. Cele mai bune rezultate le obține la vânătoarea de păsări. Are un miros foarte bun și o rezistență fizică notabilă. Se comportă bine în rol de animal de companie, cu condiția să beneficieze de multă mișcare zilnic și de exerciții. Preferă traiul în aer liber, într-o climă moderată, nu este un animal de interior, dar se poate adapta și acestor condiții.